# Norstedt från Nora
Norstedt från Nora är en släkt, mest känd för att den givit namn åt Norstedts förlag. 
Stamfadern Lars var vid slutet av 1600-talet gruvfogde i Nora, och hans son Olof Larsson var borgare i Örebro. Till släkten hör riksdagsmannen och rådmannen Lars Norstedt, som var gift med Sara Elisabeth von Aken. 
Dessa fick två söner: Johan Gustaf Norstedt och Per Adolf Norstedt. 1823 grundade den senare P.A. Norstedt & Söner, vilket är grunden för dagens Norstedts Förlagsgrupp. Med sin hustru Katarina Lovisa Tunelius fick han sönerna bokförläggarna Carl och Adolf Norstedt. Sonson till Johan Gustaf Norstedt var Gustaf Emil Norstedt och dottersöner, via Emilia Norstedts gifte med Gustaf Filip Laurin, var Gösta Laurin, Carl Laurin och Albert Laurin, vilka fyra sedermera övertog förlaget.
Till släkten hör även landskapsmålare Johan Reinhold Norstedt.